# Хоккей с шайбой на Маккабиаде 2013
Соревнования Маккабиады 2013 по хоккею с шайбой прошли с 19 июля по 26 июля.
Соревнования проходили в ледовом дворце Канада-Центр в городе Метула в 3-х возрастных категориях :
юниоры до 18 лет, открытый турнир для хоккеистов от 18 до 40 лет и турнир мастеров, для спортсменов старше
40 лет. Турнир Маккабиады по хоккею состоялся впервые после 1997 года.
На турнир прибыли сборные Канады, США, России и Украины. Соревнования прошли при поддержке 6 клубов НХЛ

## Турнир среди юниоров
На первом этапе состоялся двухкруговой турнир, после которого команды, занявшие первое и второе место в группе, сыграли в финальном матче.
|  | Команды, выходящая в финал |

### Групповой турнир
| М | Команда | 1        | 2         | 3         | В | ВО | ПО | П | ШЗ | ШП | РШ  | О |
| - | ------- | -------- | --------- | --------- | - | -- | -- | - | -- | -- | --- | - |
| 1 | Канада  | @        | 4:0 3:4   | 8:1 12:1  | 3 | 0  | 0  | 1 | 27 | 6  | +21 | 9 |
| 2 | США     | 0:4 4:3  | @         | 13:2 11:3 | 3 | 0  | 0  | 1 | 28 | 12 | +16 | 9 |
| 3 | Израиль | 1:8 1:12 | 2:13 3:11 | @         | 0 | 0  | 0  | 4 | 7  | 44 | -37 | 0 |

Время местное (UTC+2).
| 19 июля 2013 17:00 | Канада | 8 : 1 (1:0, 2:1, 5:0) | Канада | Канада-Центр, Метула |

| Отчёт  | Отчёт                       | Отчёт   | Отчёт                                 | Отчёт                                                            |
| ------ | --------------------------- | ------- | ------------------------------------- | ---------------------------------------------------------------- |
|        |                             |         |                                       |                                                                  |
|        | Мэттью Эфрос, Марк Михаэльс | Вратари | Максим Гохберг, Ной Надав, Иоав Регев | Судья: Mayer, Gabor Линейные судьи: Tichon, Gil Gregersen,Andres |
|        |                             |         |                                       | Судья: Mayer, Gabor Линейные судьи: Tichon, Gil Gregersen,Andres |
|        |                             |         |                                       | Судья: Mayer, Gabor Линейные судьи: Tichon, Gil Gregersen,Andres |
|        |                             |         |                                       | Судья: Mayer, Gabor Линейные судьи: Tichon, Gil Gregersen,Andres |
|        |                             |         |                                       | Судья: Mayer, Gabor Линейные судьи: Tichon, Gil Gregersen,Andres |
|        |                             |         |                                       | Судья: Mayer, Gabor Линейные судьи: Tichon, Gil Gregersen,Andres |
| 12 мин | Штраф                       | 12 мин  |                                       | Судья: Mayer, Gabor Линейные судьи: Tichon, Gil Gregersen,Andres |
|        |                             |         |                                       |                                                                  |
|        |                             |         |                                       |                                                                  |

| 21 июля 2013 09:00 | США | 0 : 4 (0:1, 0:1, 0:2) | Канада | Канада-Центр, Метула |

| Отчёт  | Отчёт                        | Отчёт | Отчёт                       | Отчёт                                                  |
| ------ | ---------------------------- | --- | --------------------------- | ------------------------------------------------------ |
|        |                              | |                             |                                                        |
|        | Самуэль Кролл, Джосеф Лиссак | Вратари | Мэттью Эфрос, Марк Михаэльс | Судья: Кунтель Линейные судьи: Гиль Тихон Гиль Винокур |
|        | Голы:                        | |                             | Судья: Кунтель Линейные судьи: Гиль Тихон Гиль Винокур |
|        | 0:1 0:2 0:3 0:4              | 09:28 - Джейк Вальман 23:31 - Джесс Фельдман (Мэттью Бородицкий) 41:14 - Иошуа Уолт (Максвелл Белинсон) 53:16 - Джейк Вальман (Лиад (Ли) Лапид) |                             | Судья: Кунтель Линейные судьи: Гиль Тихон Гиль Винокур |
|        |                              | |                             | Судья: Кунтель Линейные судьи: Гиль Тихон Гиль Винокур |
|        |                              | |                             | Судья: Кунтель Линейные судьи: Гиль Тихон Гиль Винокур |
|        |                              | |                             | Судья: Кунтель Линейные судьи: Гиль Тихон Гиль Винокур |
| 20 мин | Штраф                        | 18 мин |                             | Судья: Кунтель Линейные судьи: Гиль Тихон Гиль Винокур |
|        |                              | |                             |                                                        |
|        |                              | |                             |                                                        |

| 24 июля 2013 09:00 | Канада | 3 : 4 (2:0, 1:2, 0:2) | США | Канада-Центр, Метула |

| Отчёт | Отчёт                       | Отчёт | Отчёт                        | Отчёт                                          |
| --- | --------------------------- | --- | ---------------------------- | ---------------------------------------------- |
| |                             | |                              |                                                |
| | Мэттью Эфрос, Марк Михаэльс | Вратари | Самуэль Кролл, Джосеф Лиссак | Судья: Кунтель Линейные судьи: Кайа Гиль Тихон |
| | Голы:                       | |                              | Судья: Кунтель Линейные судьи: Кайа Гиль Тихон |
| Юстин Марко - 11:08 (Джакоб Харрис) Джакоб Харрис - 13:50 (Юстин Марко) Юстин Марко - 29:28 (Джакоб Харрис) | 1:0 2:0 3:0 3:1 3:2 3:3 3:4 | 30:09 - Бенджамин Кей-Комис 37:31 - Бенджамин Кей-Комис (Джейк Зонтаг) 42:28 - Тайлер Левин (Таль Марк Финберг, Оливер Исраэль) 50:46 - Джейк Зонтаг (Бенджамин Шарф) |                              | Судья: Кунтель Линейные судьи: Кайа Гиль Тихон |
| |                             | |                              | Судья: Кунтель Линейные судьи: Кайа Гиль Тихон |
| |                             | |                              | Судья: Кунтель Линейные судьи: Кайа Гиль Тихон |
| |                             | |                              | Судья: Кунтель Линейные судьи: Кайа Гиль Тихон |
| 16 мин | Штраф                       | 12 мин |                              | Судья: Кунтель Линейные судьи: Кайа Гиль Тихон |
| |                             | |                              |                                                |
| |                             | |                              |                                                |

### Финал
| 26 июля 2013 10:00 | США | 2 : 3 (0:0, 1:0, 1:3) | Канада | Канада-Центр, Метула |

| Отчёт                                                                          | Отчёт                       | Отчёт | Отчёт                      | Отчёт                                      |
| ------------------------------------------------------------------------------ | --------------------------- | --- | -------------------------- | ------------------------------------------ |
|                                                                                |                             | |                            |                                            |
|                                                                                | Кроль Самуэль Джозеф Лиссак | Вратари | Мэттью Эфрос Марк Михаэльс | Судья: Майер Линейные судьи: Кайа Таверофф |
|                                                                                | Голы:                       | |                            | Судья: Майер Линейные судьи: Кайа Таверофф |
| Китон Баум — 35:32 (Тайлер Левин) Бенджамин Кей-Комис — 52:55 (Бенджамин Шарф) | 1:0 1:1 1:2 :2 2:3          | 46:02 — Максвелл Белинсон (Юстин Марко) 52:41 — Иошуа Уолт (Кенни Лейбович) 57:21 — Лиад (Ли) Лапид (Блейк Боксер) |                            | Судья: Майер Линейные судьи: Кайа Таверофф |
|                                                                                |                             | |                            | Судья: Майер Линейные судьи: Кайа Таверофф |
|                                                                                |                             | |                            | Судья: Майер Линейные судьи: Кайа Таверофф |
|                                                                                |                             | |                            | Судья: Майер Линейные судьи: Кайа Таверофф |
| 24 мин                                                                         | Штраф                       | 8 мин |                            | Судья: Майер Линейные судьи: Кайа Таверофф |
|                                                                                |                             | |                            |                                            |
|                                                                                |                             | |                            |                                            |

## Открытый турнир

### Групповой турнир
| М | Команда | 1    | 2    | 3    | 4    | В | ВО | ПО | П | ШЗ | ШП | РШ  | О |
| - | ------- | ---- | ---- | ---- | ---- | - | -- | -- | - | -- | -- | --- | - |
| 1 | Канада  | @    | 6:1  | 7:1  | 15:0 | 3 | 0  | 0  | 0 | 28 | 2  | +26 | 9 |
| 2 | США     | 1:6  | @    | 5:3  | 14:0 | 2 | 0  | 0  | 1 | 20 | 9  | +11 | 6 |
| 3 | Украина | 1:7  | 3:5  | @    | 12:3 | 1 | 0  | 0  | 2 | 16 | 15 | +1  | 3 |
| 4 | Израиль | 0:15 | 0:14 | 3:12 | @    | 0 | 0  | 0  | 3 | 3  | 41 | -38 | 0 |

| 20 июля 2013 19:00 | Украина | 1 : 7 (0:3, 1:2, 0:2) | Канада | Канада Центр, Метула |

| Отчёт  | Отчёт | Отчёт  | Отчёт | Отчёт                                          |
| ------ | ----- | ------ | ----- | ---------------------------------------------- |
|        |       |        |       |                                                |
|        |       |        |       | Судья: JC Gregerson Линейные судьи: Kaya Bulut |
|        |       |        |       |                                                |
|        |       |        |       |                                                |
|        |       |        |       |                                                |
|        |       |        |       |                                                |
|        |       |        |       |                                                |
| 25 мин | Штраф | 20 мин |       |                                                |
|        |       |        |       |                                                |
|        |       |        |       |                                                |

### 1/2 Финала
Время местное (летнее) (UTC+3)
| 24 июля 2013 18:00 | Израиль | 2 : 13 (0:5, 1:4, 1:4) | Канада | Канада Центр, Метула |

| Отчёт                                                                                    | Отчёт                                                            | Отчёт | Отчёт                 | Отчёт                                                     |
| ---------------------------------------------------------------------------------------- | ---------------------------------------------------------------- | --- | --------------------- | --------------------------------------------------------- |
|                                                                                          |                                                                  | |                       |                                                           |
|                                                                                          | Александр Ааронов Авиху Сороцки Александр Логинов                | Вратари | Коди Розен Марк Сегал | Судья: Брайен Фортин Линейные судьи: Кунтель Гиль Винокур |
|                                                                                          | Голы:                                                            | |                       | Судья: Брайен Фортин Линейные судьи: Кунтель Гиль Винокур |
| Марек Лебедев — 35:53 (Идан Требочан) Евгений Книтер — 54:05 (Ицхак Леви, Даниэль Мазур) | 0:1 0:2 0:3 0:4 0:5 0:6 0:7 0:8 1:8 1:9 1:10 1:11 1:12 1:13 2:13 | 03:21 — Даниэль Эрлих (Кейси Фазекаш) 06:17 — Дэвид Фридман (Мэттью Гершкович, Эрик Сейтим) 12:00 — Дэвид Фридман (Эрик Сейтим, Даниэль Радке) 15:30 — Адам Хенрих (Дилан Смоскович) 19:57 — Кевин Виллер (Эндрю Калоф, Мэттью Гершкович) 20:51 — Адам Хенрих (Бенджамин Рубин, Дилан Смоскович) 24:12 — Кейси Фазекаш (Джесси Шварц) 34:20 — Бенджамин Рубин (Зак Штемберг) 39:38 — Дэвид Фридман (Эрик Сейтим, Оливер Дейм Малька) 42:00 — Даниэль Эрлих (Джесси Шварц, Ноах Шварц) 42:25 — Оливер Дейм Малька 44:37 — Даниэль Радке (Дэвид Фридман, Эрик Сейтим) 49:35 — Бренден Шварц (Эндрю Калоф, Ноах Шварц) |                       | Судья: Брайен Фортин Линейные судьи: Кунтель Гиль Винокур |
|                                                                                          |                                                                  | |                       | Судья: Брайен Фортин Линейные судьи: Кунтель Гиль Винокур |
|                                                                                          |                                                                  | |                       | Судья: Брайен Фортин Линейные судьи: Кунтель Гиль Винокур |
|                                                                                          |                                                                  | |                       | Судья: Брайен Фортин Линейные судьи: Кунтель Гиль Винокур |
| 0 мин                                                                                    | Штраф                                                            | 4 мин |                       | Судья: Брайен Фортин Линейные судьи: Кунтель Гиль Винокур |
|                                                                                          |                                                                  | |                       |                                                           |
|                                                                                          |                                                                  | |                       |                                                           |

| 24 июля 2013 21:00 | Украина | 0 : 6 (0:0, 0:2, 0:4) | США | Канада Центр, Метула |

| Отчёт  | Отчёт                           | Отчёт | Отчёт                   | Отчёт            |
| ------ | ------------------------------- | --- | ----------------------- | ---------------- |
|        |                                 | |                         |                  |
|        | Игорь Карпенко, Вячеслав Крылов | Вратари | Макс Мотю, Джейсон Торф | Судья: Грегерсон |
|        | Голы:                           | |                         | Судья: Грегерсон |
|        | 0:1 0:2 0:3 0:4 0:5 0:6         | 32:00 — Бенджамин Розен 32:57 — Джакоб Розен (Стив Вайнштейн, Бенджамин Розен) 34:56 — Джейми Циммель 53:20 — Джакоб Розен 54:27 — Дальтон Вайнштейн (Макс Гринвальд, Чад Гольдберг) 57:51 — Джакоб Розен (Брандон Фишман, Вудроу Левин) |                         | Судья: Грегерсон |
|        |                                 | |                         | Судья: Грегерсон |
|        |                                 | |                         | Судья: Грегерсон |
|        |                                 | |                         | Судья: Грегерсон |
| 24 мин | Штраф                           | 14 мин |                         | Судья: Грегерсон |
|        |                                 | |                         |                  |
|        |                                 | |                         |                  |

### Матч за 3-е место
Время местное (летнее) (UTC+3)
| 25 июля 2013 17:00 | Израиль | 5 : 9 (0:2, 3:2, 2:5) | Украина | Канада Центр, Метула |

| Отчёт | Отчёт                                                   | Отчёт | Отчёт                          | Отчёт                                    |
| --- | ------------------------------------------------------- | --- | ------------------------------ | ---------------------------------------- |
| |                                                         | |                                |                                          |
| | Александр Ааронов Авиху Сороцки Александр Логинов       | Вратари | Игорь Карпенко Вячеслав Крылов | Судья: Кунтель Линейные судьи: Булут Кая |
| | Голы:                                                   | |                                | Судья: Кунтель Линейные судьи: Булут Кая |
| Ицхак Леви - 24:58 (Даниэль Мазур, Евгений Книтер) Евгений Маргулис - 31:34 Ицхак Леви - 39:46 (Шломо Леви) Даниэль Мазур - 50:46 (Ицхак Леви) Евгений Книтер - 59:58 (Ицхак Леви, Станислав Ратнер) | 0:1 0:2 1:2 1:3 2:3 2:4 3:4 3:5 4:5 4:6 4:7 4:8 4:9 5:9 | 10:30 — Александр Житник (Виталий Лахматов) 18:28 — Иван Ларионов (Сергей Харченко) 31:26 — Денис Заблудовский (Иван Ларионов, Сергей Харченко) 36:57 — Александр Исаев 43:02 — Денис Заблудовский (Виталий Лахматов) 53:19 — Сергей Харченко (Сергей Разин) 54:18 — Виталий Лахматов (Дмитрий Неменко) 56:59 — Денис Заблудовский (Виталий Лахматов, Роман Егоров) 58:00 — Сергей Разин (Денис Заблудовский, Александр Исаев) |                                | Судья: Кунтель Линейные судьи: Булут Кая |
| |                                                         | |                                | Судья: Кунтель Линейные судьи: Булут Кая |
| |                                                         | |                                | Судья: Кунтель Линейные судьи: Булут Кая |
| |                                                         | |                                | Судья: Кунтель Линейные судьи: Булут Кая |
| 10 мин | Штраф                                                   | 4 мин |                                | Судья: Кунтель Линейные судьи: Булут Кая |
| |                                                         | |                                |                                          |
| |                                                         | |                                |                                          |

### Финал
В финале открытого турнира встретились сборные Канады и США.
В сборной Канады отличились Зах Хайман, забросивший 3 шайбы и Эндрю Калоф, Эрик
Сатим, Дайлан Смоскович, Даниэль Эрлих.
В сборной США единственную шайбу забросил Биньямин Розен
Время местное (летнее) (UTC+3)
| 26 июля 2013 13:00 | Канада | 7 : 1 (2:0, 2:0, 3:1) | США | Канада Центр, Метула |

| Отчёт | Отчёт                           | Отчёт                  | Отчёт | Отчёт         |
| --- | ------------------------------- | ---------------------- | ----- | ------------- |
| |                                 |                        |       |               |
| | Коди Розен Марк Сегал           | Вратари                |       | Судья: Фортин |
| | Голы:                           |                        |       | Судья: Фортин |
| Эндрю Калоф - 08:27 Зах Хайман - 15:53 Эрик Сатим - 20:30 Зах Хайман - 36:12 Даниэль Эрлих - 43:48 Дайлан Смоскович - 44:52 Зах Хайман - 59:24 | 1:0 2:0 3:0 4:0 5:0 6:0 6:1 7:1 | 53:49 - Биньямин Розен |       | Судья: Фортин |
| |                                 |                        |       | Судья: Фортин |
| |                                 |                        |       | Судья: Фортин |
| |                                 |                        |       | Судья: Фортин |
| 20 мин | Штраф                           | 28 мин                 |       | Судья: Фортин |
| |                                 |                        |       |               |
| |                                 |                        |       |               |

## Турнир Ветеранов

### Групповой турнир
| М | Команда | 1    | 2    | 3    | 4    | В | ВО | ПО | П | ШЗ | ШП | РШ  | О |
| - | ------- | ---- | ---- | ---- | ---- | - | -- | -- | - | -- | -- | --- | - |
| 1 | Канада  | @    | 11:5 | 6:5  | 12:0 | 3 | 0  | 0  | 0 | 29 | 10 | +19 | 9 |
| 2 | Россия  | 5:11 | @    | 11:6 | 6:3  | 2 | 0  | 0  | 1 | 22 | 20 | +2  | 6 |
| 3 | США     | 5:6  | 6:11 | @    | 5:2  | 1 | 0  | 0  | 2 | 16 | 19 | -3  | 3 |
| 4 | Израиль | 0:12 | 3:6  | 2:5  | @    | 0 | 0  | 0  | 3 | 5  | 23 | -18 | 0 |

### 1/2 Финала
Время местное (летнее) (UTC+3)
| 24 июля 2013 12:00 | Израиль | 3 : 6 (1:2, 2:5, 0:2) | Канада | Канада Центр, Метула |

| Отчёт | Отчёт | Отчёт | Отчёт | Отчёт |
| ----- | ----- | ----- | ----- | ----- |
|       |       |       |       |       |
|       |       |       |       |       |
|       |       |       |       |       |
|       |       |       |       |       |
|       |       |       |       |       |
|       |       |       |       |       |
|       |       |       |       |       |
|       |       |       |       |       |
|       |       |       |       |       |

| 24 июля 2013 15:00 | США | 6 : 5 (3:2, 2:2, 2:2) | Россия | Канада Центр, Метула |

| Отчёт  | Отчёт                                       | Отчёт  | Отчёт | Отчёт |
| ------ | ------------------------------------------- | ------ | ----- | ----- |
|        |                                             |        |       |       |
|        |                                             |        |       |       |
|        | Голы:                                       |        |       |       |
|        | 1:0 2:0 2:1 3:1 3:2 3:3 4:3 4:4 5:4 5:5 6:5 |        |       |       |
|        |                                             |        |       |       |
|        |                                             |        |       |       |
|        |                                             |        |       |       |
| 14 мин | Штраф                                       | 10 мин |       |       |
|        |                                             |        |       |       |
|        |                                             |        |       |       |

### Матч за 3-е место
Время местное (летнее) (UTC+3)
| 25 июля 2013 14:00 | Россия | 3 : 2 (OT) (0:0, 0:1, 2:1, 1:0) | Израиль | Канада Центр, Метула |

| Отчёт                                                                     | Отчёт             | Отчёт                                   | Отчёт | Отчёт               |
| ------------------------------------------------------------------------- | ----------------- | --------------------------------------- | ----- | ------------------- |
|                                                                           |                   |                                         |       |                     |
|                                                                           |                   |                                         |       | Судья: А. Грегерсон |
|                                                                           | Голы:             |                                         |       |                     |
| Алексей Лозинский - 46:43 Алексей Лозинский - 59:38 Шамиль Агишев - 60:41 | 0:1 :1 1:2 :2 3:2 | 35:12 - Владимир Шопинский Сергей Сенин |       |                     |
|                                                                           |                   |                                         |       |                     |
|                                                                           |                   |                                         |       |                     |
|                                                                           |                   |                                         |       |                     |
| 2 мин                                                                     | Штраф             | 16 мин                                  |       |                     |
|                                                                           |                   |                                         |       |                     |
|                                                                           |                   |                                         |       |                     |

### Финал
Время местное (летнее) (UTC+3)
| 25 июля 2010 20:00 | Канада | 4 : 7 (2:0, 2:3, 0:4) | США | Канада Центр, Метула |

| Отчёт  | Отчёт | Отчёт  | Отчёт | Отчёт            |
| ------ | ----- | ------ | ----- | ---------------- |
|        |       |        |       |                  |
|        |       |        |       | Судья: Грегерсон |
|        |       |        |       |                  |
|        |       |        |       |                  |
|        |       |        |       |                  |
|        |       |        |       |                  |
|        |       |        |       |                  |
| 14 мин | Штраф | 18 мин |       |                  |
|        |       |        |       |                  |
|        |       |        |       |                  |